# Polymixis viettei
Polymixis viettei är en fjärilsart som beskrevs av Plante 1975. Polymixis viettei ingår i släktet Polymixis och familjen nattflyn. Inga underarter finns listade i Catalogue of Life.